# Anna Christmann
Anna Christmann, née le 24 septembre 1983, est une femme politique allemande membre de l'Alliance 90 / Les Verts. Elle est membre du parlement fédéral allemand, le Bundestag, depuis les élections fédérales de 2017.

## Formation et activité professionnelle
Christmann a fait des études de sciences politiques à l'université de Heidelberg et obtient un doctorat de l'université de Berne en 2011. De 2013 à 2017, Christmann travaille pour le ministère des sciences, de la recherche et des arts de l'état de Bade-Wurtemberg.

## Carrière politique
Christmann est élue en 2017 membre du parlement fédéral allemand, le Bundestag, représentant Stuttgart. Au parlement, elle intègre la commission sur l'éducation, la recherche, l'évaluation technologique, et le commission sur l'agenda numérique. Elle est aussi porte-parole de son groupe parlementaire pour les questions relatives aux technologies et aux politiques de l'innovation.
Depuis 2019, elle est aussi membre de la délégation allemande auprès de l'assemblée parlementaire franco-allemande. Elle est par ailleurs président-adjointe du groupe d'amitié interparlementaire germano-suisse.